# Megaco

## Modelul conexiunilor Megaco
- Terminațiile Megaco
- Contextele Megaco

## Alte protocoale de Voce peste IP
- MGCP
- Megaco
- Sip
- SCCP
- H.323